# 陈剑翛
陈剑翛（1896年—1953年），名宝锷，字剑修，江西遂川人。中国教育家、心理学家。

## 生平
陈剑翛早年留学英国，获伦敦大学硕士学位。返国后，任教于北京大学、北京女子大学、中国大学等。

## 經歷
1927年起，历任南京市政府教育局局长、国民政府大学院社会教育处处长、教育部参事、社会教育司司长、蒙藏教育司司长等职。1930年前往中央大学担任理学院心理学系副教授，后又任武汉大学心理系教授。次年出任江西省政府委员、教育厅厅长。1938年起任湖北省政府委员、教育厅厅长。1946年任国立广西大学校长。1948年当选第一届国大代表。同年任行宪后第一届考试院考试委员。1949年4月21日，廣西大學校長陳劍修辭職，由盤珠祁繼任。:8884陳前往香港，与张难先等联名发表对时局的“国是”宣言，退出中国国民党，后赴北京。中华人民共和国成立后，曾任中南军政委员会教育厅副厅长。1953年逝世。